# Fūka Izumi
Fūka Izumi (jap. 和泉 風花 Izumi Fūka; ur. 11 stycznia w prefekturze Aichi) – japońska seiyū, pracująca dla agencji Amuse Inc..

## Biografia
Fūka Izumi zainteresowała się anime w młodym wieku, oglądając je już od czasów szkoły podstawowej. Pracą jako aktorka głosowa zaciekawiła się po obejrzeniu serialu anime Gintama, będąc fanką czasopisma „Shūkan Shōnen Jump” i adaptacji anime opartych na mangach publikowanych w tym magazynie. Jako inspirację do zostania seiyū wymienia również występ Miyu Irino w anime Haikyu!!. Początkowo miała wątpliwości co do możliwości zostania aktorką głosową, myśląc, że byłoby to dla niej niemożliwe, ale kiedy rozpoczęła naukę w gimnazjum, poczuła, że jest to coś, czym chce się zająć. W liceum pełniła funkcję menedżerki klubu pływackiego, mimo że nie była jego oficjalną członkinią, co skłoniło ją do określenia swojej roli jako bycie „członkiem-duchem”.
Po okresie szkolenia w Japan Narration Actor Institute, Izumi rozpoczęła karierę w 2018 roku i dołączyła do agencji talentów VIMS. Zagrała role w serialach anime, takich jak Z/X: Code Reunion, a także w grach komputerowych Magia Record i Kemono Friends 3. Została również członkinią grupy idolek SHiFT. Izumi opuściła VIMS w 2022 i jeszcze w tym samym roku dołączyła do Amuse Inc.. W 2024 roku wcieliła się rolę Uteny Hiiragi w Mahō shōjo ni akogarete i Rin Rindō w Highspeed Etoile.

## Filmografia

### Seriale anime
2019
- Granblue Fantasy: The Animation – dziewczyna[8]

2021
- Tatoeba Last Dungeon mae no mura no shōnen ga joban no machi de kurasu yō na monogatari – Berry[8]

2022
- Kawaii dake ja nai Shikimori-san – uczennice[8]

2023
- The Legend of Heroes: Sen no kiseki Northern War – dziewczyny dostające lody[8]
- Czarne chmury w moim sercu – uczennice Gimnazjum Daijuni[8]
- Ao no Orchestra – uczennice pierwszego roku, Suzuki[8]

2024
- Mahō shōjo ni akogarete – Utena Hiiragi[6]
- Highspeed Etoile – Rin Rindō[7]
- 2.5 jigen no yūwaku – Akane[9]
- Madо̄gushi Dahlia wa utsumukanai: Kyō kara jiyū na shokunin Life – Lucia Fano[10]
- Shikanoko Nokonoko Koshitantan – Meme Bashame[11]

2025
- Hana wa saku, shura no gotoku – An Natsue[12]

### Filmy anime
2024
- Sūfunkan no Yell o – Emi Nakagawa[13]

### Gry wideo
2019
- Kemono Friends 3 – Dhole[14]
- Magia Record: Puella Magi Madoka Magica Gaiden – Hikaru Kirari[15]

2020
- Re:Stage! Prism Step – Asahi Hinata[16]

2021
- Disgaea 6: Defiance of Destiny – Piyori Nijino[17]